# 保定陸軍軍官学校
保定陸軍軍官学校（ほていりくぐんぐんかんがっこう）は、中国近代史上最初の正規陸軍軍学校である。河北省保定市（当時の省都）郊外にあり、保定軍官学校とも略称する。

## 概要
前身は清朝の北洋軍閥の陸軍速成学堂、陸軍軍官学堂である。袁世凱が中華民国総統在任中開設された。1912年から1923年までの間に9期を経、6千人余りが卒業した。その後、黄埔軍官学校の教官となった者も多い。また1,600人以上が将軍となっている。
保定軍官学校は下級将校の養成を目的とし、修業期間は2年である。歩兵、騎兵、砲兵、工兵、輜重兵の5科に分れ、日本の陸軍士官学校をモデルとしている。教官も日本陸軍士官学校卒業者が多かった。最初の正式校長は趙理泰。

## 歴史
天津武備学堂を失い、列強の脅威にさらされていた清にとって近代的な将校の育成は急務であった。
1902年6月、保定の地に北洋行営将弁学堂が開校された。一期8か月の流れで三期545名の学生を輩出した。更に、短期班練兵営、参謀学堂、測絵堂等が創設された。
1903年4月、袁世凱は各国の軍事教育を研究し、陸軍小学堂、中学堂、大学堂の三段階による教育方針を提唱した。翌1904年9月、これに兵官学堂を加えた四段階による正課学堂が『陸軍学堂辦法』として定められ、学堂が各地に開設されることとなった。だが、期間が余りにも長すぎる事から内部に不満の声も少なくなく、これとは別に速成学堂の開設が認められた。
1903年10月、保定東郊に北洋軍政司練兵処の管轄として北洋陸軍速成武備学堂が開校された。この他、軍医学堂、馬医学堂、軍械学堂、経理学堂なども開校されたが、のちに武備学堂の師範班、軍械班、経理班等として吸収されている。
1906年8月、北洋陸軍部の管轄となり、陸軍速成学堂（陸軍協和速成学堂とも）へと改称、定額八百、2年制実習となる。また陸軍軍官学堂及び陸軍予備大学堂が併設された。1912年、陸軍予備大学堂は北京に移転し陸軍大学となる。10月、陸軍予備大学堂と陸軍速成学堂の跡地を利用し、保定陸軍軍官学校が開校した。
1920年、給料未払いから校内で暴動が起こり放火された。1923年8月、廃校となった。

## 歴代校長
- 趙理泰（1912年10月－12月15日）
- 蔣方震（中国語版）（1912年12月15日－1913年9月）
- 曲同豊（中国語版）（1913年9月－1915年9月）
- 王汝賢（中国語版）（1915年9月－1916年6月）
- 楊祖徳（1916年8月－1919年2月）
- 賈徳耀（1919年3月－1921年5月）
- 張鴻緒（1921年6月－1922年9月）
- 孫樹林（1922年10月－1923年8月）

## 主な教官
- 多賀宗之 - 総教習、1903年～
- 川喜多大治郎 - 1906年4月〜9月、のち清国への機密漏洩容疑で日本憲兵により射殺

## 著名出身者
以下の一覧は保定陸軍軍官学校及びその前身の出身者を含んでいる。
北洋行営将弁学堂
- 武国棟（中国語版）
- 呉佩孚（測絵堂）
- 呉新田（参謀学堂）
- 丁錦（中国語版）
- 曹景桐

北洋陸軍速成武備學堂
- 孫伝芳
- 斉燮元
- 王承斌
- 郭松齢
- 于琛澂（3期）
- 蔣鴻遇（中国語版）
- 商震（洋文班、退学）
- 劉汝賢
- 鄭俊彦

北洋陸軍部陸軍速成學堂
- 陳樹藩
- 劉郁芬
- 李景林
- 蔣介石（留学生預備班）
- 張群
- 呂公望（砲兵科）
- 張敬尭（1906年卒業）

陸軍軍官學堂
- 李済深
- 孫岳
- 鄧錫侯
- 陳調元
- 何遂（中国語版）
- 方本仁

保定陸軍軍官學校
第一期（1912年8月秋入学、1914年11月卒業、1114名）
- 歩兵科(565)：唐生智、李樹春、孫震、李品仙、王天培、楊愛源、孫楚、傅汝鈞、張樾亭、曹士杰（中国語版）、夏首勛、邱林、蘇炳文、門致中、賀耀組、万耀煌
- 騎兵科(189)：鄭大章、龔浩、門炳岳、張鉞、栄鴻臚、王鎮淮、鄭潤成（中国語版）
- 砲兵科(185)：董宋珩、周玳、魏益三、栄臻、鄧演存
- 工程兵科(94)：張定璠
- 錙重兵科(81)：張維藩（中国語版）
- 肄業：劉文島、曹浩森、蔣光鼐、季方（中国語版）、田頌堯（中国語版）

第二期(1914年初入学、1916年5-6月卒業、956名)
- 歩兵科(555)：熊式輝、劉峙、秦徳純、廖磊、陶峙岳（中国語版）、祝紹周、陳継承（中国語版）、劉尚志、劉興、陳驥、周斕、朱傳経、王懋功(第一期肄業)、鮑文越、甄紀印、邢震南、盧英
- 砲兵科(118)：劉文輝、施北衡（中国語版）、項致荘、劉超常（中国語版）
- 肄業：陳銘枢

第三期（1914年8月入学、1916年8月卒業、801名）
- 歩兵科(505)：白崇禧、張治中、徐庭瑶（中国語版）、何鍵、夏威、黄紹竑、賀維珍（中国語版）、陳安宝（中国語版）、蕭山令（中国語版）、戴戟（中国語版）、劉和鼎、毛秉文、于達、姚純、林薰南、李善後（中国語版）、張責夫、呉石（中国語版）、鄭仰榕、兪作柏
- 騎兵科(90)：葉琪（中国語版）
- 砲兵科(127)：劉建緒、周嵒、陳焯、張義純、徐祖貽、孔慶桂、呂煥炎
- 工程兵科(41)：不明
- 錙重兵科(38)：不明
- 肄業：周鳳岐

第四期(1915年秋入学、1917年秋卒業、209名)
- 歩兵科(209)：胡宗鐸（中国語版）、朱懐冰（中国語版）、尹呈輔、彭進之、汪之斌、程汝懐、余澤銭、陶鈞（中国語版）

第五期(1916年6月入学、1918年9月卒業、630名)
- 歩兵科(382)：傅作義、張蔭梧、董英斌（中国語版）、楚渓春、王靖国、劉翼飛、延宗山
- 騎兵科(79)：趙承綬（中国語版）、白濡青
- 砲兵科(91)：呉克仁（中国語版）
- 工程兵科(38)：于永泉(鋆生)、厳立三
- 錙重兵科(40)：不明
- 日本留学班：鄒作華

第六期(1917年初入学、1919年春卒業、1333名)
- 歩兵科(875)：顧祝同、上官雲相（中国語版）、郝夢齢（中国語版）、余漢謀、鄧龍光、呉奇偉、韓徳勤、欧陽駒（中国語版）、趙博生（中国語版）、黄鎮球（中国語版）、繆培南、周渾元（中国語版）、陳公俠、李漢魂、葉肇、阮玄武、韓漢英、朱暉日（中国語版）、周毓英、胡祖玉、呂瑞英、孔繁瀛、譚邃、華振中、李文田、呂競存、劉培緒
- 騎兵科(141)：覃連芳、何柱国（中国語版）、彭毓斌、魏文華
- 砲兵科(148)：黄琪翔、郭懺（中国語版）、邵百昌、朱煥文、葉蓬
- 工程兵科(88)：鄧演達、葉挺、樊崧甫、楊宏光、李振球、林廷華、甘芳、盧佐、羅策群（中国語版）
- 錙重兵科(81)：劉茂恩、李揚敬（中国語版）
- 肄業：薛岳
- 日本留学班：銭大鈞

第七期(1917年秋入学、1919年秋卒業、191名)
- 歩兵科(146)：黄維剛、張新三
- 騎兵科(45)：陳長捷（中国語版）、劉堯宸

第八期(1918年8月入学、1922年7月卒業、638名)
- 歩兵科(411)：周至柔、裴昌会（中国語版）、劉膺古、王以哲（中国語版）、劉珍年（中国語版）、胡伯翰、劉春栄、王育瑛、劉奉濱、劉廣済、韓錫侯、孔令恂、李士林、王景宋、史澤波、古鼎華、郜子挙、傅仲芳、陳孔達、楊曉軒、金徳洋
- 騎兵科(65)：徐梁、郗恩綏
- 炮兵科(97)：陳誠、羅卓英、馬法五、劉翰東
- 工程兵科(37)：王東原
- 錙重兵科(28)：不明

第九期(1919年8月入學、1923年8月畢業、702名)
- 歩兵科(423)：何基灃、張克俠（中国語版）、李覚（中国語版）、周福成、邊章五、宋邦栄、夏国璋、施中誠、張壽齢、張文清、牟中珩、劉萬春、賀粹之、黄延禎
- 騎兵科(76)：李宗弼
- 炮兵科(121)：董振堂、郭寄嶠、黎行恕、劉多荃、王晋
- 工程兵科(40)：陳宝倉（中国語版）、林柏森
- 錙重兵科(42)：不明
- 肄業：展書堂

卒業年不明：高冠吾、任援道、武亭（9期砲兵科？）